# Ryszard Szymczak
Ryszard Władysław Szymczak (Pruszków, 1944. december 14. – Varsó, 1996. december 7.) olimpiai bajnok lengyel labdarúgó, csatár.

## Pályafutása

### Klubcsapatban
1956-ban a Znicz Pruszków korosztályos csapatában kezdte a labdarúgást. 1962 és 1974 között a Gwardia Warszawa labdarúgója volt. Az 1971–72-es idényben a bajnokság gólkirálya volt. 1974 és 1977 között a francia Boulogne csapatában szerepelt. 1977–78-ban visszatért a Gwardiához is itt fejezte be az aktív labdarúgást.

### A válogatottban
1972-ben két alkalommal szerepelt a lengyel válogatottban. Tagja volt az 1972-es müncheni olimpiai játékokon aranyérmet nyert csapatnak.

## Sikerei, díjai
Lengyelország
- Olimpiai játékok
  - aranyérmes: 1972, München

 Gwardia Warszawa
- Lengyel bajnokság
  - gólkirály: 1971–72 (16 gól)